# Durval
Severino dos Ramos Durval da Silva, detto Durval (Cruz do Espírito Santo, 11 luglio 1980), è un ex calciatore brasiliano, di ruolo difensore.

## Caratteristiche tecniche
Gioca come difensore centrale.

## Carriera

### Club
Cresciuto nel Confiança Esporte Clube, nello Stato della Paraíba, si trasferì poi all'Unibol, nel Pernambuco. Dopo un periodo al Botafogo-PB, passò dal Brasiliense all'Atlético Paranaense, dove giocò la finale della Coppa Libertadores 2005, persa contro il San Paolo, durante la quale Durval marcò un'autorete.
Arrivò allo Sport Club do Recife nel 2006 per disputare il Campionato Pernambucano di quell'anno. Nel giugno 2008 lo Sport vinse la Coppa del Brasile, e Durval segnò tre reti nella competizione, di cui uno decisivo per la qualificazione alle semifinali.

## Palmarès

### Club

#### Competizioni statali
- Campionato Brasiliense: 2

Brasiliense: 2004
- Campionato Pernambucano: 3

Sport: 2006, 2007, 2008
- Campionato paulista: 3

Santos: 2010, 2011, 2012

#### Competizioni nazionali
- Campionato brasiliano di seconda divisione: 1

Brasiliense: 2004
- Coppa del Brasile: 2

Sport: 2008
Santos: 2010

#### Competizioni internazionali
- Coppa Libertadores: 1

Santos: 2011
- Recopa Sudamericana: 1

Santos: 2012